# Партизански одреди у Банату
Партизански одреди на територији Баната, формирани су у току лета 1941. године, под руководством Покрајинског комитета КПЈ за Војводину. Они су настали од диверзантских и ударних група, које су биле формиране крајем јуна и почетком јула 1941. године и тада је формирано укупно осам партизанских одреда. У периоду од јула до новембра они су у Банату извршили многе диверзије на пругама и нападали немачке полицијске станице у мањим местима. Један од њихових приоритетних задатака у току јула и августа било је паљење летине, како не бих пала у руке окупатора.
Одмах по избијању устанка, немачке потерне јединице су отпочеле са нападима и разбиле су неколико одреда, па је у току августа извршена реорганизација партизанских одреда и од тада су постојала само два одреда – Куманачко-меленачки и Карађорђевачко-александровачки. Доласком зиме 1941/42, која је била изузетно јака, одреди су се нашли у веома тешкој ситуацији. Два покушаја ПК КПЈ за Војводину да ова два одреда, у мањим групама, пребаци у Срем где су постојали бољи услови за борбу, су пропали, па су борци ових одреда били размешетени по селима код сарадника и симпатизера Народноослободилачког покрета (НОП). За њих су тада била прављења специјална склоништа ткв „партизанске базе“, у којима су се сакривали.
У опсежним полицијским акцијама, окупатор је успео да отркије одређени број база и похапси и побије велики број бораца и сарадника НОП-а, а биле су уништене и многе организације КПЈ и СКОЈ-а. Све ово нанело је велики ударац Народноослободилачком покрету у Банату. Преостали партијски радници и борци, упркос сталним окупаторским потерама, успели су крајем децембра 1942. године да обнове Јужнобанатски одред, а почетком јануара 1943. године и Севернобанатски одред. Ови одреди су дејствовали у веома тешким условима, па се Јужнобанатски одред морао да се пребацује у румунски део Баната, док је Севернобанатски одред, у септембру 1943, морао да се пребаци у Срем. Такође, током овог периода велики број бораца из Баната је у мањим групама или појединачно прелазио у Срем, где је прикључивао јединицама НОВ и ПОЈ.
У току лета 1944. године, дошло је до наглог оживљавања Народноослободилачког покрета у Банату. Тада је дошло до обнављања партијских организација КПЈ и СКОЈ-а и у августу 1944. су  формирана три нова партизанска одреда. Ови одреди су у садејству са Црвеном армијом, учествовали у ослобођењу Баната, октобра 1944. године. Од бораца ових одреда, као и нових бораца, формиране су у октобру Дванаеста и Тринаеста војвођанска бригада.

## Драгутиновачки партизански одред
Драгутиновачки партизански народноослободилачки партизански одред формиран је у другој половини јула 1941. године, између 20. и 25. јула. Главни организатори овог одреда били су комунисти Милош Попов и Лазар Пајић, који су инструкције за формирање одреда добили на Среском саветовању у Петровграду и месном саветовању у Куману. Они су потом формирали логор одреда у рудини Угар, у близу села Драгутиново (данашње Ново Милошево), где су допремили оружје, које су раније, у току припрема устанка, прикупили у селу. Одред је на почетку имао свега 14 бораца, али је касније нарастао на око 30 и био подељен у две десетине. Сви борци одреда су били чланови или симпатизери КПЈ и СКОЈ.
Командант Одреда је био Лазар Пајић, политички комесар Милош Попов, а заменик команданта Душан Марковић. Задатак Одреда је био да дејствује на територији северног Баната. Своју прву акцију извео је 2. августа 1941. године, када је извео напад на окупаторску патролу. Потом је изводио мање акције - нападао је пољочуваре и палио летину, као и вршио диверзије. Једна половина одреда је 4. септембра 1941. године ушла у састав тада формираног Куманачко-меленачког партизанског одреда, а половином септембра се и остатак бораца укуљчио у овај Одред, чиме је Драгутиновачки одред престао да постоји. Формирање овог одреда, као и његово дејствовање, иако учествовао у сукобима са јачим окупаторским снагама, имало је великог значаја на јачање Народноослободилачког покрета у северном Банату.

## Карађорђевачко-александровачки партизански одред
Карађорђевачко-александровачки народноослободилачки партизански одред називан и Александровачко-карађорђевачки одред настао је почетком августа 1941. године спајањем Александровачког и Карађорђевачког одреда, који су били формирани у другој половини јула. Главни организатори ових Одреда били су комунисти Борко Личина и Милојко Филипчев, син револуционар Романа Филипчева. Прве инструкције за формирање Одреда они су добили од Михаља Серва, а потом су учествовали и на Среском саветовању у Петровграду и месном саветовању у Александрову. Одлуку о уједињењу ова два Одреда донео је Данило Грујић, члан Штаба НОП одреда Војводине.
Логор одреда је био формиран 13. јула 1941. године на Павличином бунару, на граници александровачког и карађорђевачког атара. Одред је на оснивању добио назив Александровачки одред и имао свега 15 бораца. Убрзо је усред прилива нових бораца нарастао на 35 бораца и био подељен на две десетине – александровачку и карађорђевачку, односно Александровачки и Карађорђевачки одред.  Командант Одреда је био Миливој Тошков, политички комесар Милојко Филипчев, заменик команданта Славко Чолић, а заменик политичког комесара Борко Личина.
У почетку Одред је вршио диверзантске акције - паљење кудеље, кидање телеграфско-телефонских веза, постављао заседе на комуникацијама и др, на територији Александрова и Банатског Карађорђева. Своје дејство је у току августа проширио на северни Банат, северно од линије Петровград-Јаша Томић. Једна од већих акција, коју је Одред извршио заједно са Куманачко-меленачким одредом, изведена је у ноћи  25/26. септембра 1941. године нападом на румунску квислиншку посаду у караули код Српске Црње. Потом је 30. септембра извршен напад на немачку посаду у Башаид, где је потом спаљено 170 вагона кудеље.
Окружен јаким непријатељским снагама, Одред се у зиму 1941/42. године нашао у веома тешкој ситуацији. Два покушаја Покрајинског комитета КПЈ за Војводину да главнину овог Одреда пребаци у Срем нису успела, па је Одред у групама од 3 до 7 бораца био размештен по устаничким местима. У току полицијских рација, један део бораца Одреда је био откривен и ухапшен. У току 1942. године преостали борци овог Одреда су вршили мање препаде на окупаторске патроле. До августа 1942. године окупатор је успео да похвата велики број бораца и сарадника Одреда, чиме је Одред био разбијен. Мали број преосталих бораца овог Одреда је јануара 1943. године ушао у састав тада формираног Севернобанатског одреда.

## Куманачко-меленачки партизански одред
Куманачко-меленачки народноослободилачки партизански одред називан и Меленачко-куманачки одред формиран је почетком августа 1941. године спајањем Куманачког и Меленачког одреда, који су били формирани половином јула. Одлуку о уједињењу ова два Одреда донео је Окружни партизански штаб, а у њеној реализацији је учествовао Иван Вијоглавин, члан Покрајинског комитета КПЈ за Војводину. Командант Одреда је био Бора Микин, политички комесар Жарко Миланков, заменик команданта Веља Убавић, а заменик политичког комесара Емил Кеврешан.
Заједно са Карађорђевачко-александровачким НОП одредом напао је 25/26. септембра румунску квислиншку посаду у караули у рејону Српске Црње, а 30. септембра напали су Башаид и спалили 170 вагона кудеље. Окружен јаким непријатељским снагама, одред се у зиму 1941/'42. нашао у тешкој ситуацији. Два покушаја Покрајинског комитета КПЈ за Војводину да га пребаци у Срем нису успела, па је одред по групама од 3 до 7 бораца размештен по устаничким местима. До августа 1942, Немци су успели да похватају велик број бораца и родољуба и разбију велик број локалних организација КПЈ, након чега се одред распао.